# Роузвуд Хајтс (Илиноис)
Роузвуд Хајтс (енгл. Rosewood Heights) насељено је место без административног статуса у америчкој савезној држави Илиноис.

## Демографија
По попису из 2010. године број становника је 4.038, што је 224 (-5,3%) становника мање него 2000. године.
| Група             | 2000.         | 2010.         |
| Белци             | 4.188 (98,3%) | 3.882 (96,1%) |
| Афроамериканци    | 5 (0,1%)      | 16 (0,4%)     |
| Азијати           | 9 (0,2%)      | 20 (0,5%)     |
| Хиспаноамериканци | 35 (0,8%)     | 77 (1,9%)     |
| Укупно            | 4.262         | 4.038         |